# Мартіна Батіні
Мартіна Батіні (італ. Martina Batini, нар. 17 квітня 1989, Піза, Італія) — італійська фехтувальниця на рапірах, бронзова призерка Олімпійських ігор 2020 року, триразова чемпіонка світу та Європи.

## Виступи на Олімпіадах
| Олімпіада  | Дисципліна           | Місце |
| ---------- | -------------------- | ----- |
| Токіо 2020 | індивідуальна рапіра | 19    |
| Токіо 2020 | командна рапіра      | 3     |